# Harbury
Harbury es una parroquia civil y un pueblo del distrito de Stratford-on-Avon, en el condado de Warwickshire (Inglaterra).

## Geografía
Según la Oficina Nacional de Estadística británica, Harbury tiene una superficie de 13,73 km².

## Demografía
Según el censo de 2001, Harbury tenía 2485 habitantes (49,22% varones, 50,78% mujeres) y una densidad de población de 180,99 hab/km². El 19,07% eran menores de 16 años, el 73,56% tenían entre 16 y 74 y el 7,36% eran mayores de 74. La media de edad era de 41,32 años. Del total de habitantes con 16 o más años, el 21,68% estaban solteros, el 65,89% casados y el 12,43% divorciados o viudos.
El 96,18% de los habitantes eran originarios del Reino Unido. El resto de países europeos englobaban al 1,65% de la población, mientras que el 2,17% había nacido en cualquier otro lugar. Según su grupo étnico, el 99,56% eran blancos, el 0,32% mestizos y el 0,12% asiáticos. El cristianismo era profesado por el 80,54%, el hinduismo por el 0,12%, el judaísmo por el 0,12% y cualquier otra religión, salvo el budismo, el islam y el sijismo, por el 0,12%. El 13,23% no eran religiosos y el 5,87% no marcaron ninguna opción en el censo.
1249 habitantes eran económicamente activos, 1224 de ellos (98%) empleados y 25 (2%) desempleados. Había 1004 hogares con residentes, 29 vacíos y 3 eran alojamientos vacacionales o segundas residencias.